# La Dernière Attraction

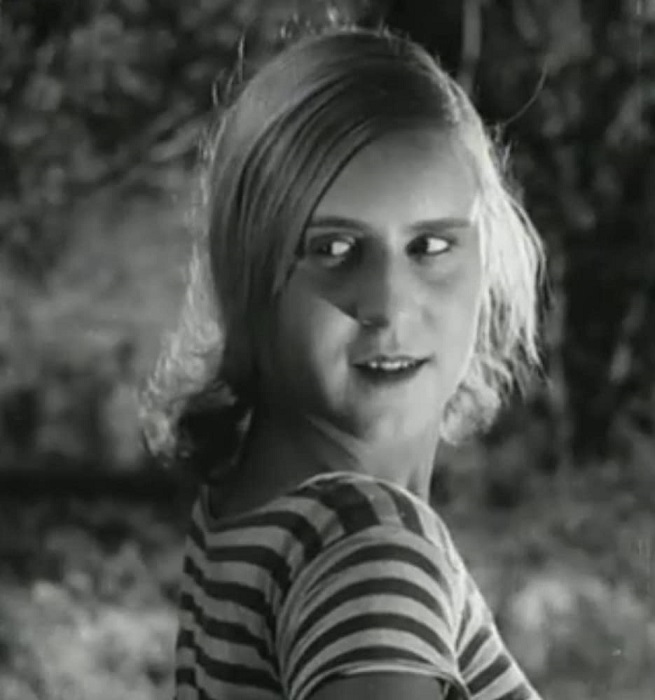
Raisa Pužnaja à 22 ans dans La Dernière Attraction.

La Dernière Attraction (en russe : Последний аттракцион) est un film soviétique coréalisé par Olga Preobrajenskaïa et Ivan Pravov, sorti en 1929.

## Fiche technique
- Titre original : Последний аттракцион (Posledniy attraktsion)
- Réalisation : Ivan Pravov et Olga Preobrajenskaïa
- Scénario : Victor Chklovski, d'après une œuvre de Mariette Chaguinian
- Décors : Alekseï Outkine
- Photo : Alekseï Solodkov et Anatoli Solodkov
- Société de production : Sovkino
- Pays d’origine : URSS
- Format : Noir et blanc
- Durée : 79 minutes (1 heure 19 minutes)
- Dates de sortie : 
  - 9 septembre 1929

## Distribution
- Ivan Bykov
- Elena Maksimova
- Raïssa Poujnaia